# Wapen van Zuid-Soedan

Huidig wapen van Zuid-Soedan

Het wapen van de Republiek Zuid-Soedan was aangenomen in juli 2011 volgend na de onafhankelijkheid van Republiek Soedan. Voor de onafhankelijkheid was Zuid-Soedan een autonome regio van Soedan.
Het ontwerp van het wapen was goedgekeurd door het kabinet van de autonome regering van Zuid-Soedan in april 2011. Daarvoor werd het aangenomen door de Zuid-Soedanese wetgevende macht in mei 2011.
Het ontwerp bestaat uit een Afrikaanse zeearend die tegen een schild en speren aan staat. De adelaar is afgebeeld zodoende dat die kijkt naar zijn rechterschouder met zijn vleugels uitgeslagen en met in zijn klauwen een rol met daarop de naam van de staat. De adelaar betekent kracht, veerkracht en visie met het schild en speren die de bescherming van de nieuwe staat representeren.

## Geschiedenis

### Autonome regering van Zuid-Soedan (2005-2011)
De autonome regering van Zuid-Soedan die bestond tussen 2005 en 2011, gebruikte het wapen van Soedan omringd met de woorden: "GOVERNMENT OF SOUTHERN SUDAN" (regering van Zuid-Soedan) en "GOSS" (afkorting van het voorgaande; RVZS). Het wapen van Soedan beeld een secretarisvogel af die een traditioneel schild vasthoudt. Twee rollen zijn geplaatst op het schild; de bovenste laat het nationale motto zien, 'Our victory', en de onderste laat de titel van de staat zien, 'Republic of The Sudan' in het Engels.
Een ander wapen werd ook gebruikt door sommige bureaus van de autonome regering van Zuid-Soedan. Dit wapen was overeenkomstig met buur-Commonwealth-staten Kenia en Oeganda. Het beelde een traditioneel Afrikaans schild met het ontwerp van de vlag van Zuid-Soedan, gekruist door lansen. Het schild werd gedragen door een schoenbekooievaar en een neushoorn. Het vak beelde lokale gewassen en het water van de Nijl met een rol waarop het motto "Justice, Equality, Dignity" (Gerechtigheid, Gelijkheid, Waardigheid) op stond.

Embleem van Zuid-Soedan 2005-2011
Onofficieel wapen 2005-2011